# Wysschaja Liga 1973/74
Die Saison 1973/74 der Wysschaja Liga war die 28. Spielzeit der höchsten sowjetischen Eishockeyspielklasse. Den sowjetischen Meistertitel sicherte sich zum insgesamt zweiten Mal Krylja Sowetow Moskau.

## Modus
Die neun Mannschaften der Wysschaja Liga spielten in einer gemeinsamen Hauptrunde vier Mal gegen jeden Gegner, wodurch die Gesamtzahl der Spiele pro Mannschaft 32 betrug. Die punktbeste Mannschaft wurde Meister, während der Tabellenletzte in der Relegation gegen den Zweitligameister antreten musste. Für einen Sieg erhielt jede Mannschaft zwei Punkte, bei einem Unentschieden gab es einen Punkt und bei einer Niederlage null Punkte.

## Hauptrunde
|    | Klub                  | Sp | S  | U | N  | T   | GT  | Punkte |
| -- | --------------------- | -- | -- | - | -- | --- | --- | ------ |
| 1. | Krylja Sowetow Moskau | 32 | 24 | 3 | 5  | 162 | 87  | 51     |
| 2. | ZSKA Moskau           | 32 | 18 | 4 | 10 | 153 | 121 | 40     |
| 3. | Dynamo Moskau         | 32 | 16 | 4 | 12 | 141 | 114 | 36     |
| 4. | Spartak Moskau        | 32 | 15 | 3 | 14 | 146 | 145 | 33     |
| 5. | Torpedo Gorki         | 32 | 11 | 6 | 15 | 111 | 127 | 28     |
| 6. | Dinamo Riga           | 32 | 13 | 2 | 17 | 120 | 130 | 28     |
| 7. | Chimik Woskressensk   | 32 | 11 | 5 | 16 | 107 | 125 | 27     |
| 8. | Traktor Tscheljabinsk | 32 | 11 | 4 | 17 | 115 | 151 | 26     |
| 9. | SKA Leningrad         | 32 | 7  | 5 | 20 | 100 | 155 | 19     |

Sp = Spiele, S = Siege, U = unentschieden, N = Niederlagen, OTS = Overtime-Siege, OTN = Overtime-Niederlage, SOS = Penalty-Siege, SON = Penalty-Niederlage

## Relegation
- Awtomobilist Swerdlowsk – SKA Leningrad 4:7, 2:9

Der SKA Leningrad sicherte sich mit zwei Siegen in zwei Spielen souverän den Klassenerhalt gegen den Vorjahresabsteiger Awtomobilist Swerdlowsk.

## Topscorer
Fett: Saisonbestwert
| Spieler              | Mannschaft     | Tore | Assists | Punkte |
| -------------------- | -------------- | ---- | ------- | ------ |
| Wjatscheslaw Anissin | Krylja Sowetow | 22   | 26      | 48     |
| Alexander Malzew     | Dynamo Moskau  | 25   | 22      | 47     |
| Alexander Jakuschew  | Spartak Moskau | 26   | 10      | 36     |
| Alexander Bodunow    | Krylja Sowetow | 20   | 16      | 36     |
| Konstantin Klimow    | Krylja Sowetow | 20   | 16      | 36     |

## Sowjetischer Meister
| Meister Krylja Sowetow Moskau | Torhüter: Alexander Sidelnikow, Wladimir Myschkin, Andrei Tschirkow Verteidiger: Sergei Gluchow, Wiktor Kusnezow, Waleri Kusmin, Igor Lapin, Juri Schatalow, Juri Terjochin, Juri Tjurin Angreifer: Wjatscheslaw Anissin, Alexander Bodunow, Igor Dmitrijew, Sergei Kapustin, Konstantin Klimow, Sergei Kotow, Jewgeni Kucharsch, Juri Lebedew, Wladimir Rasko, Wladimir Repnjow Cheftrainer: Boris Kulagin |